# 조표 (음악)
조표(영어: key signature)는 보표에서 특정 조성을 나타내는 표이다. 이로써 기본적으로 음자리표와 박자표 사이에 내림표 (♭), 제자리표 (♮), 올림표 (♯)가 쓰인다. 임시표와는 달리 원음보다 반음이 지속적으로 낮거나 높은 상태를 나타내기 위해 사용된다. 특정한 경우엔 조표는 겹세로줄 뒤에서 쓰이기도 한다. 조표는 해당하는 모든 음표 앞에 (임시표 형태의) 변화표를 써서 복잡해질 수 있는 상황에 쓰이며, 내림표와 올림표의 쓰임에 따라 각각의 장음계와 단음계가 구성된다. 조표가 바뀌지 않는 한 임시표와는 달리 마디와 옥타브에 관계없이 항상 적용된다.
서양 음악 표기법에서 조표는 기본적으로 음악 보표의 시작 부분에 있는 오선에 배치되는 내림표 (♭), 제자리표 (♮), 올림표 (♯) 등의 기호이다. 곡의 첫번째 조표는 첫째 줄의 시작 부분에 있는 음자리표 바로 뒤에 배치된다. 조표에서 오선의 줄이나 칸에 있는 내림표나 올림표는 해당 음 자리의 음표가 반음 낮게 또는 높게 연주되어야 함을 나타낸다. 이는 다른 변화표의 효력을 받거나 조표가 바뀌지 않는 한 마디와 옥타브에 관계없이 곡의 끝까지 적용된다. 단, 보표가 바뀌면 효력이 없다.
이 문서의 대부분은 서양 음악의 온음계를 나타내는 조표를 다룬다. 조표 자리에는 내림표 또는 올림표가 포함된다. 단, 일반적으로 내림표와 올림표가 동시에 포함되지는 않는다. 그리고 5도권 순환에 표시된 순서에 따라 내림표 또는 올림표의 개수를 변경한다. 각 장조와 단조에는 음계에 사용된 음을 나타내는 최대 7개의 플랫 또는 7개의 샤프를 표시하는 관련 조표가 있다. 음악은 때때로 이런 식으로 조성과 일치하지 않는 조표로 표기되었는데, 이는 일부 바로크 작품 또는 전통적인 모달 민속 음악의 필사본에서 볼 수 있다.

## 개요
어떤 음표를 출발점으로 삼아 일련의 음정은 온음, 온음, 반음, 온음, 온음, 온음, 반음 순서 등과 같은 주요 음계를 생성한다. C에서 시작하여 C-D-E-F-G-A-B (다장조 음계)를 생성하려면 올림표나 내림표가 불필요하다. 다른 음에서 시작하려면 이 음 중 적어도 하나의 음높이를 바꾸어 장음계 패턴을 보존해야 한다. 이렇게 올리거나 내린 음표가 조성을 형성한다. 예를 들어, D에서 패턴을 시작하면 D-E-F♯-G-A-B-C♯로 생성되므로 D가 으뜸음인 장조인 라장조의 자연 음계에는 F♯과 C♯과 같이 올림표가 붙은 음이 2개 있다. 조표는 이것이 다음 음악 섹션에 적용됨을 나타내며, 독자에게 음악이 어떤 조에 있는지 보여주고 개별 음표에 매번 (임시표 형태의) 변화표를 표기할 필요가 없도록 한다.
표준 음악 기보법에서 조표에 올림표 또는 내림표가 나타나는 순서는 F♯, C♯, G♯, D♯, A♯, E♯, B♯ 및 B♭, E♭, A♭, D♭, G♭, C♭, F♭과 같은 5도권 순환을 따른다. 음악가는 항상 같은 순서로 나타나기 때문에 표시된 올림표 또는 내림표의 수로 조성을 식별할 수 있다. 예를 들어 하나의 올림표가 있는 조표는 사장조 또는 마단조를 나타내게 되며 바로 F에 올림표를 표시한다.
단, 일부 20세기 음악처럼 작품이 비정통적이거나 합성적인 음계와 이를 반영하기 위한 조표를 사용하는 경우 예외가 있을 수 있다. 올림표나 내림표가 일반적인 순서로 배열되지 않거나, 내림표와 올림표(예: F♯ 및 B♭)로 구성될 수 있다. 이러한 조표는 Béla Bartók의 음악에서 찾을 수 있다.
악보에서 조옮김 악기는 조옮김을 반영하기 위해 다른 조표를 표시하지만 음악은 다른 악기와 동일한 콘서트 키에 있다. 음높이가 불분명한 타악기는 조표가 기보되지 않으며, 팀파니 파트는 때때로 조표 기보 없이 쓰인다. 초기 팀파니 파트는 때때로 높은 드럼을 "C"로, 낮은 드럼을 "G"로 표기했다. 실제 음높이는 음악 시작 부분에 표시된다. (예: "팀파니 D–A"). 서로 다른 부분이 실제로 서로 다른 조성으로 함께 들리는 다음조 음악에서는 악기가 다른 조성으로 표기될 수 있다.

## 규칙
조표에 올림표 혹은 내림표가 나타나는 일반적인 순서는 5도권 순환에서 설명되어 있다. C에서 장음계 패턴 (온음, 온음, 반음, 온음, 온음, 온음, 반음)을 시작하는 데 조표에 올림표나 내림표가 필요하지 않다. (즉, 이는 C장조가 된다.) 반면, 다른 장음계 표기 시엔 달라질 수 있다. 5도권 순환처럼 다이어그램에서 시계 방향으로 진행하면 C보다 완전 5도 높은 G에서 장음계가 시작된다. (즉, 이는 G장조가 된다.)  G에서 시작하려면 조표에 1개의 올림표, F♯이 주요 음계 형성에 포함되어야 한다. 더 나아가서 G보다 완전 5도 높은 D에서 시작하려면 (즉, D장조가 되려면) F♯과 C♯으로 된 2개의 올림표가 필요하다. 이러하게 각 조성의 딸림조로 전조되는 규칙이 생기고, 이 규칙은 계속되어 각 연속 조성의 7번째 음을 반음씩 높인다. 그리고 내림표가 표기됨에 따라 이는 내림표 중 하나를 제거함으로써 표시된다. C에서 시계 반대 방향으로 이동하면 연속적인 각 조성마다 4번째 음이 반음씩 낮아진다. 가령, F에서 시작하려면 (즉, F장조가 되려면) B♭가 주요 음계를 형성해야한다. 각 장음계 조성에는 동일한 조표를 공유하는 나란한조가 있다. 나란한조로써의 단음계 조성은 항상 상대 장음계 조성보다 단3도 낮다.
조표에 올림표는 일반적으로 F♯ C♯ G♯ D♯ A♯ E♯ B♯처럼 7개까지 구성될 수 있다. 이와 관련한 장조의 으뜸음은 마지막에 붙은 올림표의 음보다 바로 반음 위이다. 예를 들어, 라장조 (D장조)의 조표에는 F♯과 C♯이 있으며 C♯의 반음 위에 D가 장조의 으뜸음이 된다. 올림표가 6개 이상인 경우, 바로 마지막에서 6번째 올림표의 음이 바로 장조의 으뜸음이 된다. 예를 들어 6개의 올림표로 구성된 조표 (F♯, C♯, G♯, D♯, A♯, E♯)의 마지막에서 6번째 올림표는 F♯으로, 이는 올림바장조 (F♯ 단조)가 되고, 6개의 올림표로 구성된 조표 (F♯, C♯, G♯, D♯, A♯, E♯, B♯)의 마지막에서 6번째 올림표는 C♯으로, 이는 올림다장조 (C♯ 장조)가 된다. 마지막 올림표가 붙은 음에서 온음 아래로 가면 바로 마지막에서 3번째 올림표의 음이다.
그리고 단조의 으뜸음은 마지막에 붙은 올림표의 음보다 바로 온음 아래이다. 예를 들어, 나단조 (B단조)의 조표에는 F♯과 C♯이 있으며 C♯의 온음 아래에 B가 (단조의) 으뜸음이 된다. 올림표가 3개 이상인 경우 바로 마지막에서 3번째 올림표의 음이 바로 단조의 으뜸음이 된다. 예를 들어 3개의 올림표로 구성된 조표 (F♯, C♯, G♯)의 마지막에서 세 번째 올림표는 F♯으로, 이는 올림바단조 (F♯ 단조)가 되고, 4개의 올림표로 구성된 조표 (F♯, C♯, G♯, D♯)의 마지막에서 세 번째 올림표는 C♯으로, 이는 올림다단조 (C♯ 단조)가 된다. 마지막 올림표가 붙은 음에서 온음 아래로 가면 바로 마지막에서 3번째 올림표의 음이다.
| 장조                 | 올림표의 개수 | 올림표가 붙는 음           | 단조                 | 이명동조              |
| -------------------- | ------------- | -------------------------- | -------------------- | --------------------- |
| 다장조 (C 장조)      | 0             | –                          | 가단조 (A 단조)      | 일반적으로 없음       |
| 사장조 (G 장조)      | 1             | F♯                         | 마단조 (E 단조)      | 일반적으로 없음       |
| 라장조 (D 장조)      | 2             | F♯, C♯                     | 나단조 (B 단조)      | 일반적으로 없음       |
| 가장조 (A 장조)      | 3             | F♯, C♯, G♯                 | 올림바단조 (F♯ 단조) | 일반적으로 없음       |
| 마장조 (E 장조)      | 4             | F♯, C♯, G♯, D♯             | 올림다단조 (C♯ 단조) | 일반적으로 없음       |
| 나장조 (B 장조)      | 5             | F♯, C♯, G♯, D♯, A♯         | 올림사단조 (G♯ 단조) | 내림다장조/내림가단조 |
| 올림바장조 (F♯ 장조) | 6             | F♯, C♯, G♯, D♯, A♯, E♯     | 올림라단조 (D♯ 단조) | 내림사장조/내림마단조 |
| 올림다장조 (C♯ 장조) | 7             | F♯, C♯, G♯, D♯, A♯, E♯, B♯ | 올림가단조 (A♯ 단조) | 내림라장조/내림나단조 |

더 나아가서 조표에 내림표는 일반적으로 B♭ E♭ A♭ D♭ G♭ C♭ F♭처럼 내림표 7개까지로 구성될 수 있다. 이와 관련한 장조의 으뜸음은 마지막에 붙은 내림표의 음보다 완전 5도 위 혹은 완전 4도 아래이다. 예를 들어, 내림나장조 (B♭장조)의 조표에는 B♭과 E♭이 있으며 E♭의 완전 5도 위 혹은 완전 4도 아래에 B♭이 장조의 으뜸음이 된다. 내림표가 2개 이상인 경우 바로 마지막에서 2번째 내림표의 음이 바로 장조의 으뜸음이 된다. 예를 들어 2개의 내림표로 구성된 조표 (B♭ E♭)의 마지막에서 두 번째 내림표는 B♭으로, 이는 내림나장조 (B♭장조)가 되고, 4개의 내림표로 구성된 조표 (B♭ E♭ A♭ D♭)의 마지막에서 2번째 내림표는 A♭으로, 이는 내림가장조 (A♭ 장조)가 된다. 마지막 내림표가 붙은 음에서 완전 5도 위 혹은 완전 4도 아래로 가면 마지막의 바로 다음, 즉 마지막에서 2번째 내림표의 음이다.
그리고 단조의 으뜸음은 마지막에 붙은 내림표의 음보다 장3도 위이다. 예를 들어, 사단조 (G단조)의 조표에는 B♭과 E♭이 있으며 E♭의 장3도 위에 G가 단조의 으뜸음이 된다. 내림표가 5개 이상인 경우 바로 마지막에서 5번째 내림표의 음이 바로 단조의 으뜸음이 된다. 예를 들어 5개의 내림표로 구성된 조표 (B♭, E♭, A♭, D♭, G♭)의 마지막에서 5번째 내림표는 B♭으로, 이는 내림나단조 (B♭단조)가 되고, 7개의 내림표로 구성된 조표 (B♭, E♭, A♭, D♭, G♭, C♭, F♭)의 마지막에서 두 번째 내림표는 A♭으로, 이는 내림가단조 (A♭ 단조)가 된다. 마지막 내림표가 붙은 음에서 완전 5도 위 혹은 완전 4도 아래로 가면 마지막의 바로 다음, 즉 마지막에서 2번째 내림표의 음이다.
| 장조                 | 내림표의 개수 | 내림표가 붙는 음           | 단조                 | 이명동조              |
| -------------------- | ------------- | -------------------------- | -------------------- | --------------------- |
| 다장조 (C 장조)      | 0             | –                          | 가단조 (A 단조)      | 일반적으로 없음       |
| 바장조 (F 장조)      | 1             | B♭                         | 라단조 (D 단조)      | 일반적으로 없음       |
| 내림나장조 (B♭ 장조) | 2             | B♭, E♭                     | 사단조 (G 단조)      | 일반적으로 없음       |
| 내림마장조 (E♭ 장조) | 3             | B♭, E♭, A♭                 | 다단조 (C 단조)      | 일반적으로 없음       |
| 내림가장조 (A♭ 장조) | 4             | B♭, E♭, A♭, D♭             | 바단조 (F 단조)      | 일반적으로 없음       |
| 내림라장조 (D♭ 장조) | 5             | B♭, E♭, A♭, D♭, G♭         | 내림나단조 (B♭ 단조) | 올림다장조/올림가단조 |
| 내림사장조 (G♭ 장조) | 6             | B♭, E♭, A♭, D♭, G♭, C♭     | 내림마단조 (E♭ 단조) | 올림바장조/올림라단조 |
| 내림다장조 (C♭ 장조) | 7             | B♭, E♭, A♭, D♭, G♭, C♭, F♭ | 내림가단조 (A♭ 단조) | 나장조/올림사단조     |

위의 조표의 조성 중에서 조성의 이름은 서로 다르나 동일한 음을 내어 서로 음이 겹치는 조성이 있다. 이러한 두 조성의 관계를 이명동조 관계라고 한다. 예를 들어 (제일 보편적인 음률을 기준으로 볼 때) 조표에 전체적으로 총 5개의 올림표가 있는 나장조는 총 7개의 내림표가 있는 내림다장조와 서로 음이 겹쳐, 이명동조가 된다.

장조와 단조, 그리고 해당 조표를 보여주는 오도권

그 외에도 사용되는 조표는 한 곡 내에서 새 조표를 사용하여 언제든지 변경할 수 있다. 겹세로줄 뒤에서 새로운 조표를 작성하는 관습이 대표적으로 있었다.

단, 새로운 조표에서 내림표나 올림표가 제거되는 음이 있으면 보통은 고전 관습적으로와 같이 그 자리에 제자리표를 써 주는 것이 원칙이었다. 그리고 그 상태에서 악보의 행이 바뀐 이후로는 제자리표 표기가 생략된다.

### 변형
새로운 조표에 제자리표를 쓸 경우 제자리표를 먼저 쓰고 내림표나 올림표를 쓰는 경우도 많아왔다.
한편, 아래와 같이 그 순서가 바뀌는 경우도 있어왔다. 반대로 내림표나 올림표를 먼저 쓰고 제자리표를 쓰는 것이다.

더 나아가서, 내림표나 올림표가 없는 조성으로 전조 시에는 이전 조표의 모든 내림표나 올림표 자리에 제자리표를 기보해왔다.
단, 내림표에서 올림표 조성으로 바뀌거나 그 반대의 경우엔 순서상 항상 제자리표를 먼저 기보해왔다. 그리고 다음 예시의 D 음처럼 제자리표와 다른 기호가 함께 있을 경우, 제자리표는 무시되고 항상 새로운 올림표나 내림표만 적용된다.
한편, 보통은 위와 같이 본래 표기법의 제자리표 표기를 유지해왔으나 최근 들어서는 본래 표기법과 달리 아래와 같이 제자리표를 생략하고 새로운 내림표나 올림표만을 삽입하기도 했다. 다만 새로운 조표에 내림표나 올림표가 없을 경우엔 본래 표기법의 제자리표 표기를 반드시 해왔다.
그 외에 참고로 보자면 내림표 혹은 올림표가 있는 조성에서 전조 시 새로운 조표에 각각 더 많은 내림표 혹은 올림표가 쓰인다면 본래부터와 최근까지 모두 제자리표를 전혀 표기해오지 않았다는 점도 있다.
그 외에 이전엔 조표 변경 시 새로운 조표 앞에 겹세로줄을 쓰는 것이 일반적이었지만 그 대신 단순 세로줄을 사용하는 것도 점점 더 보편화되었다.
조표가 변경될 때 제자리표와 새로운 내림표나 올림표는 세로줄 뒤에 배치하는 것이 일반적이나 현대에 이르러서는 다르게 배치하는 경우가 있다. 예를 들어 드뷔시의 일부 악보에서는 제자리표가 세로줄 앞에, 새로운 내림표나 올림표가 세로줄 뒤에 배치된다.
올림표 계열 조표에서 다섯 번째 샤프인 A♯은 낮은음자리표 보표의 첫째 줄에 표기될 수 있지만 일반적으로 해당 보표의 가장 낮은 칸에서 더 많이 발견된다. 이에 대한 예는 Ottorino Respighi의 Pines of Rome의 전체 악보에서 볼 수 있으며, 세 번째 섹션 "Janiculum의 소나무"(나장조)에서 낮은음자리표 파트에서 볼 수 있다.
내림표 7개 조표의 F♭은 때때로 낮은음자리표의 두 번째 줄에 기보된 경우가 있으나 일반적으로 해당 보표 아래쪽 덧칸에 기보된다. 아삭 알베니즈 이베리아의 "Evocación"에서 볼 수 있다.

### 겹내림표와 겹올림표
이론적으로는 조표에 겹내림표 (𝄫) 혹은 겹올림표 (𝄪) 이상의 표기도 가능하지만 이는 (제일 보편적인 음률에서) 매우 드물다. 예를 들어 올림사장조는 조표에 총 8개의 올림표가 있으며, 이는 1개의 겹올림표와 6개의 단일 올림표를 필요로 한다. 다만 총 4개의 내림표만이 있는 이명동조인 내림가장조가 있으므로 일반적으로 내림가장조로 대신 사용된다. 마찬가지로 내림라단조는 조표에 총 8개의 내림표가 있으며, 이는 1개의 겹내림표와 6개의 단일 내림표를 필요로 한다. 이 역시 총 4개의 올림표만이 있는 이명동조인 올림다단조가 있으므로 일반적으로 올림다단조로 대신 사용된다.
서양 음악에서 흔히 볼 수 있듯이 5도권 순환 기준으로 올림표의 조성은 딸림조로 전조 시 올림표 1개가 추가된 새로운 조표가 생성된다. 원조가 올림표 7개 있는 올림다장조에서의 이러한 전조는 결국엔 올림표 8개 있는 올림사장조로 이어지게 되며 즉, 겹올림표가 포함되는 조성이 된다. 한편 이 부분은 이명동조이자 내림표 4개 있는 내림가장조로 대체할 수 있다. 이와 같은 원리로 내림표의 조성은 버금딸림조로 전조 시 내림표 1개가 추가된 새로운 조표가 생성된다. 내림표 7개 있는 내림가단조에서의 이러한 전조는 결국 내림표 8개 있는 내림라단조로 이어지며 즉, 겹내림표가 포함되는 조성이 된다. 마찬가지로 이 역시 이명동조이자 올림표 4개 있는 올림다단조로 대체할 수 있다.

장조와 단조, 그리고 해당 조표를 보여주는 오도권

그 외에도 5도권 순환 기준으로 더 나아가면 다음과 같을 수 있다.
| 장조                      | 조표                                  | 단조                    |
| ------------------------- | ------------------------------------- | ----------------------- |
| 내림바장조 (마장조)       | 내림표 8개 (올림표 4개)               | 내림라단조 (올림다단조) |
| 겹내림나장조 (가장조)     | 내림표 9개 (올림표 3개)               | 내림사단조 (올림바단조) |
| 겹내림마장조 (라장조)     | 내림표 10개 (올림표 2개)              | 내림다단조 (나단조)     |
| 겹내림가장조 (사장조)     | 내림표 11개 (올림표 1개)              | 내림바단조 (마단조)     |
| 겹내림라장조 (다장조)     | 내림표 12개 (내림표 혹은 올림표 없음) | 겹내림나단조 (가단조)   |
| 겹내림사장조 (바장조)     | 내림표 13개 (내림표 1개)              | 겹내림마단조 (라단조)   |
| 겹내림다장조 (내림나장조) | 내림표 14개 (내림표 2개)              | 겹내림가단조 (사단조)   |
| 올림사장조 (내림가장조)   | 올림표 8개 (내림표 4개)               | 올림마단조 (바단조)     |
| 올림라장조 (내림마장조)   | 올림표 9개 (내림표 3개)               | 올림나단조(다단조)      |
| 올림가장조 (내림나장조)   | 올림표 10개 (내림표 2개)              | 겹올림바단조 (사단조)   |
| 올림마장조 (바장조)       | 올림표 11개 (내림표 1개)              | 겹올림다단조 (라단조)   |
| 올림나장조 (다장조)       | 올림표 12개 (내림표 혹은 올림표 없음) | 겹올림사단조 (가단조)   |
| 겹올림바장조 (사장조)     | 올림표 13개 (올림표 1개)              | 겹올림라단조 (마단조)   |
| 겹올림다장조 (라장조)     | 올림표 14개 (올림표 2개)              | 겹올림가단조 (나단조)   |

그래서 조표에 겹내림표 혹은 겹올림표 이상이 포함되는 조성은 보통 이명동조로 대체해야 한다. 이러한 기보의 예로 클로드 드비쉬의 베르가마스크 모음곡 3악장 "달빛"이 있으며 내림라단조로 전조되는 부분은 올림다단조로, 마지막 악장 "파스피에"에서 올림사장조로 전조되는 부분은 내림가장조로 대신 표기되어 있다.
같은 원리로 내림사단조도 이명동조인 올림바단조로 대체될 수 있다. 내림사단조는 총 9개의 내림표를 갖는 반면, 올림바단조는 총 3개만의 올림표를 갖기 때문에 일반적으로 올림바단조로 대체한다. 예를 들어, Antonín Dvořák은 7번째 휴모레스크의 내림사장조 사용 도중 같은으뜸조로 바뀌는 부분에서 내림사단조 대신 올림바단조로 전조했다.
그리고 이러한 악절은 경우에 따라 이명동조를 사용하지 않더라도 보통은 직접적인 조표를 사용하지 않고 필요한 겹내림표나 겹올림표 이상의 기호를 임시표로 표기한다. 그 예로 요한 세바스티안 바흐의 평균율 클라비어 곡이 있는데 아래 그림처럼 올림다장조 조표 사용 도중 10-12 마디에서 일시적으로 올림사장조로 전조되는 부분이 있다.

그 외에 올림마단조도 바흐의 전주곡과 푸가 3번의 17~22마디에서 비슷한 원리로 일시적으로 쓰인 적이 있다.

다만 이러한 조성은 매우 극소수로 아래와 같이 직접 조표 형태로 사용하기도 한다. 가령 존 파울즈의 A World Requiem의 마지막 부분, 빅토르 에발트의 관악 5중주 4번 3악장, 막스 레거의 Supplement to the Theory of Modulation 42~45쪽 그리고 안톤 라이하의 Practische Beispiele 18번 등이 이의 예시다.
이러한 조표를 기보하는 법에 대한 표준은 없는 듯하다.
- 악보 편집 프로그램인 릴리폰드는 위의 그림처럼 기본적으로 5도권의 순서대로 나머지 음에 기존 단일 내림표나 올림표를 먼저 기보한 후 해당 음에 겹내림표나 겹올림표를 기보한다.[출처 필요] 이와 마찬가지로, 존 파울즈의 A World Requiem에서는 올림사장조의 조표를 C♯, G♯, D♯, A♯, E♯, B♯, F𝄪로 표기했다.[7]

- 반대로 겹내림표나 겹올림표를 먼저 쓰기도 한다. 가령 내림바장조의 조표를 B𝄫, E♭, A♭, D♭, G♭, C♭, F♭로 표기하는 것이다.[출처 필요] 빅토르 에발트의 관악 5중주 제4번 (Op. 8)의 3악장에서 이 기보법이 쓰였다.[8] 악보 편집 프로그램인 피날레도 기본적인 표기법이 이렇다.
- 막스 레거의 Supplement to the Theory of Modulation 42~45쪽에 있는 내림라단조의 조표는 B♭으로 시작해서 B𝄫으로 끝난다. 즉, B♭, E♭, A♭, D♭, G♭, C♭, F♭, B𝄫로 진행된다.[5] 이 경우 첫 번째로 B에 쓰인 단일 내림표는 무시되고 마지막으로 B에 쓰인 겹내림표만 적용된다.[출처 필요]
- 다만 안톤 라이하의 Practische Beispiele 18번에선 올림나장조의 조표를 B♯, E♯, A𝄪, D𝄪, G𝄪, C𝄪, F𝄪로 표기했다.[6] 이는 올림표 계열 조표임에도 다른 표기들과 달리 내림표 계열의 순서로 표기했다.[출처 필요]

한편, 12 평균율 외의 음률에서는 G♯과 A♭이 서로 다른 음인 등 이명동음 관계가 완전히 다를 수 있으므로 조표에 겹내림표 혹은 겹올림표 이상의 기호가 있는 조성이 그대로 사용될 수도 있다. 예를 들어 19 평균율에선 올림사장조 (올림표 8개)의 이명동조는 겹내림가장조 (내림표 11개)이며 내림가장조 (내림표 4개)가 아니다.

## 조성과 조표의 관계
음악에서 온음계를 생성하는 데 필요한 내림표나 올림표는 개별 음표에 임시표를 매번 표시하는 것 대신 조표 형태로 표기하는 것이 가능하다. 조표는 일반적으로 일치하는 조성과 함께 표기되지만 조성 개념이 완전히 등장하기 전에 작곡된 바로크 이전 음악과 같은 경우에는 그렇지 않을 수 있다. 일부 곡은 대조되는 섹션 사이의 전조 또는 조표 변경을 특징 한다. 전조는 조표의 변경에 의해 진행될 수도 있고 그렇지 않을 수도 있다. 전조된 구절은 조표 대신 임시표를 사용할 수 있다.

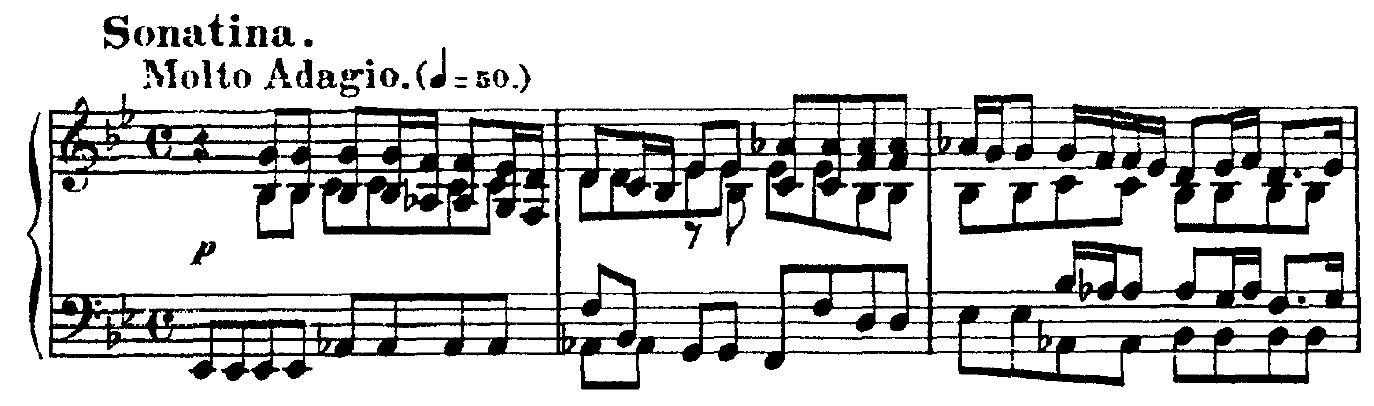
바흐 칸타타 제106번은 거의 모든 부분이 내림마장조이나 조표에는 내림표가 2개만 들어가 있다.

바흐의 토카타와 푸가 라단조, BWV 538은 조표 자리에 내림표나 올림표 같은 표기가 없는 조성으로 도리안 모드의 D조에 있을 수 있음을 나타내지만, 임시표로 표시된 B♭은 에올리안 모드의 D조로 라단조의 음악을 만든다.

### 추가 용어
서로 같은 조표를 사용하며 단3도 관계인 조성을 나란한조라고 한다.
참고로 같은 조표를 사용 시 프리지안과 믹솔리디안이, 에올리안과 아이오니안이, 도리안과 리디안이 서로 나란한조 관계가 된다.

### 특수한 조표
| 브라우저에서 소리 재생을 지원하지 않습니다. 오디오 파일을 다운로드할 수 있습니다. |
| 조표에 내림표와 올림표를 동시에 사용한 모습                                       |

조표는 민속 음악, 동양권 음악을 비롯한, 공통 관습 시대에서 유래하지 않은 음악에도 사용된다. 그 외에도 그림과 같이 조표 자리에 내림표와 올림표를 동시에 표기할 수도 있다.
클레즈머 음악은 장조 또는 단조 이외에 프리지안 모드의 음계 온음계 음계 등도 사용한다. 그레이트 하이랜드 백파이프 음계의 한계로 인해 발매된 백파이프 음악에서 조표가 생략되는 경우가 많다. 간혹 조표가 표기되기도 하나 F♯과 C♯로 되어있는 올림표 2개 조표만 쓰인다. 이러한 백파이프는 원음의 F와 C를 연주할 수 없기 때문이다. Bartók과 Rzewski와 같은 20세기 작곡가들은 온음계가 아닌 조표를 실험했다.

## 역사
조표 자리에 내림표 1개의 사용은 중세 시대에 등장했으나 2개 이상 사용은 16세기까지 나타나지 않았고, 올림표의 조표는 17세기 중반이 되어서야 나타났다.

## 악보소프트웨어
- 아래 그림처럼 악보 사보 프로그램 릴리폰드에서 기본적으로 전조 시 조표의 단일 내림표나 올림표가 각각 겹내림표나 겹올림표로 바뀔 때 해당 기호 자리에 제자리표가 표기되지 않고 반대의 경우에는 제자리표가 표기된다. 다음은 릴리폰드에서 내림가장조에서 내림바장조, 내림사장조 순으로 전조했을 경우를 나타낸 것이다.[출처 필요][출처 필요]

- 악보 편집 프로그램 뮤즈스코어에서는 사용자가 직접 생성한 조성에서 전조 시 새로운 조표에 제자리표가 하나도 기보되지 않는 버그가 있다. 심지어는 새로운 조표에 내림표나 올림표가 없을 경우에도 마찬가지이다. 다음은 올림사장조를 직접 생성 후 다장조로 전조하는 예시이다.[11][출처 필요]

## 표

4가지 음자리표의 조표에서 올림표와 내림표의 위치. 테너 음자리표의 올림표는 덧줄을 사용하지 않기 위해 나머지 3가지 음자리표와 다르게 배열되어 있다.

| 조표                    | 장조            | 단조            |
| ----------------------- | --------------- | --------------- |
| 올림표 혹은 내림표 없음 | 다장조 (C 장조) | 가단조 (A 단조) |

| 조표       | 추가된 올림표 | 장조                 | 단조                 | 조표       | 추가된 내림표 | 장조                 | 단조                 |
| ---------- | ------------- | -------------------- | -------------------- | ---------- | ------------- | -------------------- | -------------------- |
| 올림표 1개 | F♯            | 사장조 (G 장조)      | 마단조 (E 단조)      | 내림표 1개 | B♭            | 바장조 (F 장조)      | 라단조 (D 단조)      |
| 올림표 2개 | C♯            | 라장조 (D 장조)      | 나단조 (B 단조)      | 내림표 2개 | E♭            | 내림나장조 (B♭ 장조) | 사단조 (G 단조)      |
| 올림표 3개 | G♯            | 가장조 (A 장조)      | 올림바단조 (F♯ 단조) | 내림표 3개 | A♭            | 내림마장조 (E♭ 장조) | 다단조 (C 단조)      |
| 올림표 4개 | D♯            | 마장조 (E 장조)      | 올림다단조 (C♯ 단조) | 내림표 4개 | D♭            | 내림가장조 (A♭ 장조) | 바단조 (F 단조)      |
| 올림표 5개 | A♯            | 나장조 (B 장조)      | 올림사단조 (G♯ 단조) | 내림표 5개 | G♭            | 내림라장조 (D♭ 장조) | 내림나단조 (B♭ 단조) |
| 올림표 6개 | E♯            | 올림바장조 (F♯ 장조) | 올림라단조 (D♯ 단조) | 내림표 6개 | C♭            | 내림사장조 (G♭ 장조) | 내림마단조 (E♭ 단조) |
| 올림표 7개 | B♯            | 올림다장조 (C♯ 장조) | 올림가단조 (A♯ 단조) | 내림표 7개 | F♭            | 내림다장조 (C♭ 장조) | 내림가단조 (A♭ 단조) |
| 올림표 8개 | F             | 올림사장조 (G♯ 장조) | 올림마단조 (E♯ 단조) | 내림표 8개 | B             | 내림바장조 (F♭ 장조) | 내림라단조 (D♭ 단조) |

## 다른 표기법과 사용
- 영문 표기 시, 장음계 조성의 이름을 축약어로 표현 시 해당 으뜸음 이름의 로마자를 대문자로 표기하여 으뜸음 이름만 표기하기도 한다. 가령 다장조의 영문 표기 시 'C major'는  줄여서 'C'라고 쓰기도 한다. 이와 마찬가지로, 단음계 조성의 이름을 축약어로 표현 시 으뜸음 이름의 로마자를 소문자로 표기하여 으뜸음 이름만 표기하기도 한다. 가령 가단조의 영문 표기시 'A minor'를 줄여서 'a'라고 쓰기도 한다.[12]
- 존 스텀프의 Prelude and the Last Hope에서 조표에 내림표 (♭)를 중복하여 기보해서 총 15개까지 기보한 사례도 있다.[13]

## 같이 보기
- 조성
- 음계
- 장음계
- 단음계
- 변화표
- 내림표
- 제자리표
- 올림표
- 임시표
- 박자표
- 음자리표
- 보표